# Millumträsk
Millumträsk este o arie protejată (arie specială de conservare — SAC, sit de importanță comunitară — SCI) din Suedia întinsă pe o suprafață de 23,4 ha, integral pe uscat.

## Localizare
Centrul sitului Millumträsk este situat la coordonatele 57°46′34″N 18°36′53″E / 57.776°N 18.6146°E.

## Înființare
Situl Millumträsk a fost declarat sit de importanță comunitară în ianuarie 1997 pentru a proteja 1 specie de plante. Situl a fost protejat și ca arie specială de conservare în martie 2011.

## Biodiversitate
Situată în ecoregiunea boreală, aria protejată conține 2 habitate naturale: Mlaștini alcaline, Taiga vestică.
La baza desemnării sitului se află o specie protejată de  plante: moșișoare (Liparis loeselii).